# Радина Кърджилова
Радина Христова Кърджилова e българска актриса.

## Ранен живот
Родена на 17 юни 1986 г. През 2009 г. завършва НАТФИЗ „Кръстьо Сарафов“ със специалност актьорско майсторство за драматичен театър в класа на професор Пламен Марков и Ивайло Христов.

## Кариера
Започва да играе в постановките на Модерен театър „Пухения“ и „Самотния запад“. Най-известна е с ролята на Сиана в българския сериал „Стъклен дом“.
Кърджилова е на щат към Театър „Българска армия“, но по-късно се премества в Народен театър „Иван Вазов“.
През 2018 г. печели „Икар за водеща женска роля“ за ролята на Екатерина в „Танцът Делхи“ от Иван Вирипаев, с режисьор Галин Стоев.

## Личен живот
От 2011 г. до 2024 г. Радина Кърджилова има връзка с актьора Деян Донков. През 2016 г. им се ражда син – Христо, кръстен на бащата на актрисата.
През 2021 г. им се ражда още един син - Йоан.

## Филмография
- „Последният бей на Балканите“ (2003) – Надире
- „Тилт“ (2010) – Беки
- „Стъклен дом“ (2010) – Сиана Жекова
- „Пустинният бегач“ (2009)
- „Фамилията“ (2013) – Ива
- „Досието Петров“ (2015) – Елена
- „12а“ (2017) – Лина
- „Борсови играчи“ (2022) - агент от ДАНС
- „Мен не ме мислете“ (2022) – Калина[4]
- „Алея на славата“ (2023)
- „Те, вълните“ (2025) (сериал) – Люба

### Дублаж
- „Парка на чудесата“ (2019) – Госпожа Бейли, майката на Джун

## Награди
- Награда за дебютна женска роля „Мара Нонинска“ за „Стъклен дом“, 2010 г.[5]
- „Икар“ за водеща женска роля за „Танцът Делхи“, 2018 г.
- „Аскеер“ за водеща женска роля „Любовникът", 2019 г.